# Crucibulum auricula
Crucibulum auricula là một loài ốc biển, là động vật thân mềm chân bụng sống ở biển trong họ Calyptraeidae.

## Miêu tả
Độ dài vỏ lớn nhất ghi nhận được là 29 mm.

## Môi trường sống
Độ sâu nhỏ nhất ghi nhận được là 1 m. Độ sâu lớn nhất ghi nhận được là 115 m.